# Émile Schuffenecker

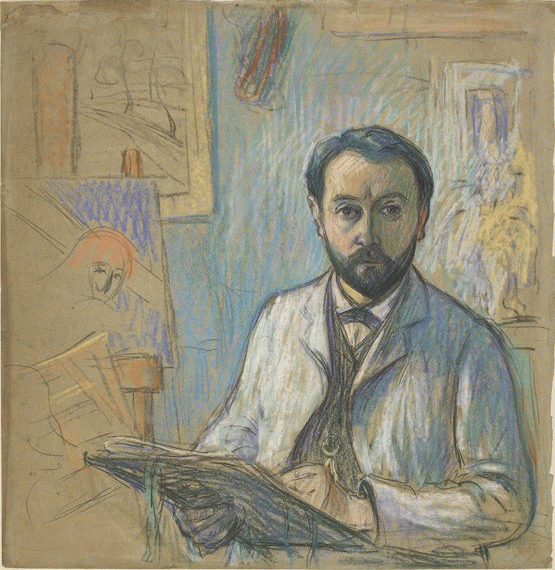
Autoportrait: Im Atelier, zeichnend, 1889, Pastell, schwarze Kreide auf grauem Papier, 49 × 48 cm, Musée d’Orsay, Paris

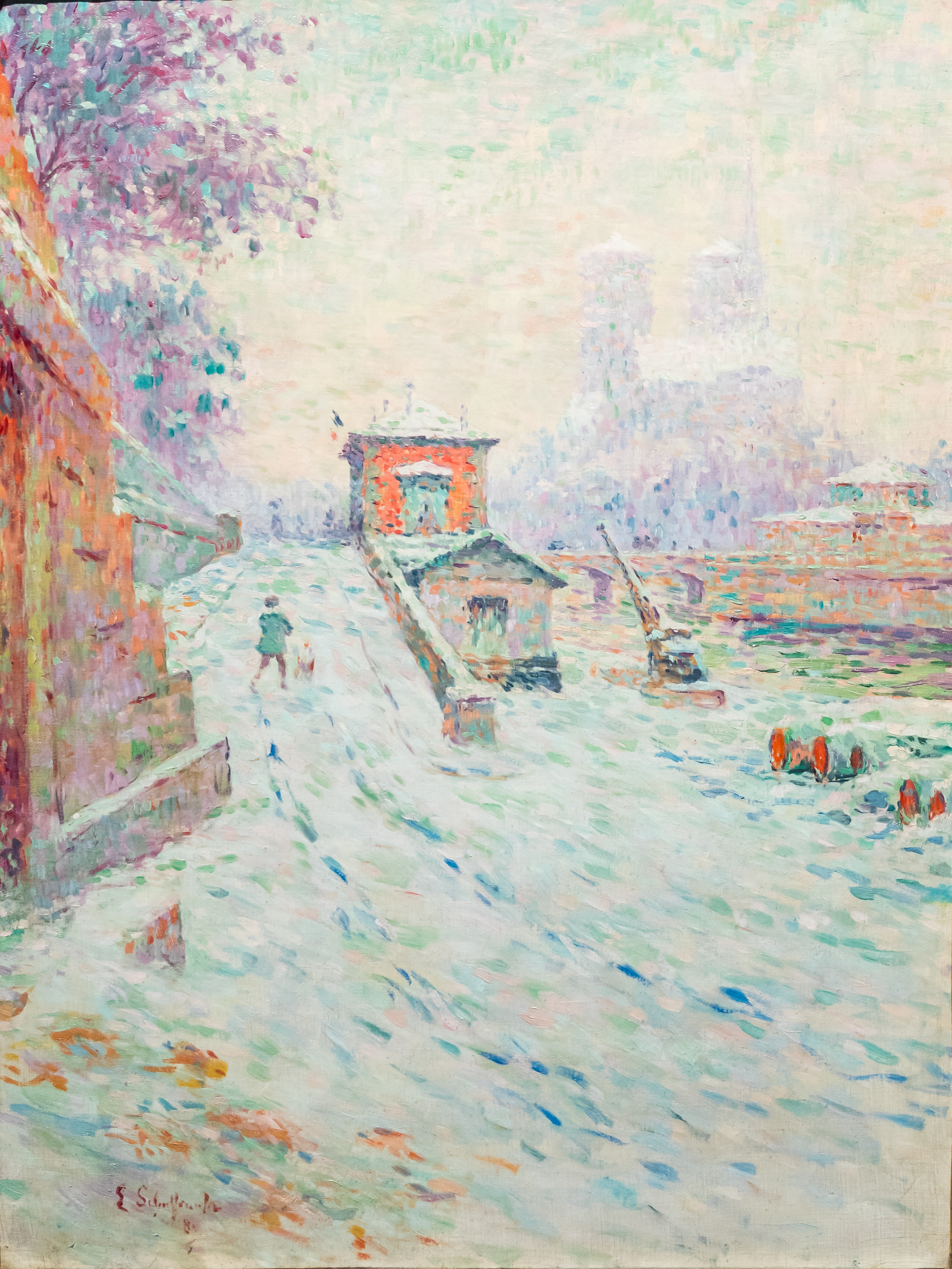
Emile Schuffenecker, Notre Dame de Paris, 1889, Öl auf Leinwand, 73 × 54 cm, Wallraf-Richartz-Museum, Köln

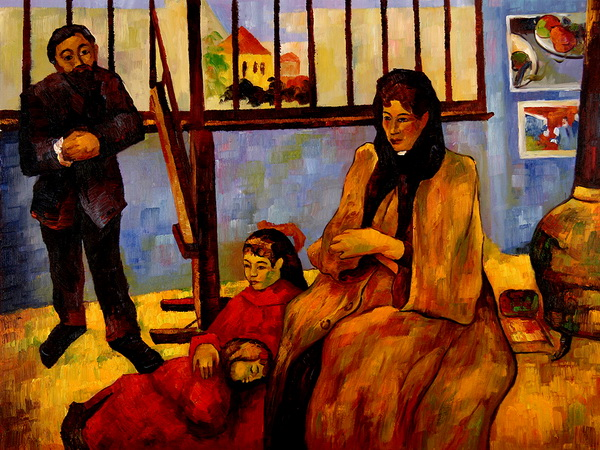
Paul Gauguin: Die Familie Schuffenecker, 1889, Öl auf Leinwand

Émile Schuffenecker (* 8. Dezember 1851 in Fresne-Saint-Mamès, Franche-Comté; † 31. Juli 1934 in Paris) war ein französischer Maler des Neoimpressionismus.

## Werdegang
Claude Émile Schuffenecker wurde als Sohn von Nicolas Schuffenecker (1829–1854) und Anne Monnet (1836–1907) geboren. Sein aus Guewenheim (Département Haut-Rhin, Elsass) stammender Vater, ein gelernter Schneider, starb früh. Émile wuchs bei der Schwester der Mutter Anne Fauconnet Monnet und ihrem Ehemann Pierre Cornu in Paris auf. Er besuchte eine von den Brüdern der christlichen Schulen geleitete Schule und half seinem Onkel, der im Quartier des Halles eine kleine Kaffeerösterei mit Schokoladengeschäft betrieb.
1871 trat er in die Firma des Börsenhändlers Bertin ein und traf dort 1872 Paul Gauguin, mit dem er sich anfreundete. In seiner Freizeit nahm der Zeichenunterricht bei Paul Baudry und Émile Carolus-Duran. Er lernte Armand Guillaumin und Camille Pissarro kennen und war erstmals 1874 auf dem Pariser Salon vertreten. Nach dem Börsencrash von 1882 verlor er, wie auch Gauguin, seine Arbeit bei Bertin. Er nahm eine Stelle als Zeichenlehrer am Staatlichen Lycée Michelet in Vanves an. Im Jahr 1884 war er einer der Mitbegründer des Salon des Indépendants, 1886 nahm er an der 8. und letzten Impressionisten-Ausstellung teil. Im selben Jahr lernte er in Concarneau den achtzehnjährigen Maler und Dichter Émile Bernard kennen, der sich auf dem Weg nach Pont-Aven befand und den er mit einem Empfehlungsschreiben an den zwanzig Jahre älteren Paul Gauguin ausstattete. Der häufig klamme Gauguin verkaufte – wie etliche seiner Kollegen – einige eigene Werke zu Tiefpreisen an seinen Freund Schuffenecker, der ein gutes Gespür und ein solides Einkommen hatte, wandte sich aber wegen dessen Eigennützigkeit später von ihm ab. Dazu trug sicher auch Gauguins Liaison mit Schuffeneckers Frau bei. Schuffenecker hatte mit den Mitgliedern der Schule von Pont-Aven Kontakt, doch wurde sein neo-impressionistischer Stil wenig geschätzt.
Schuffenecker starb mit 82 Jahren am 31. Juli 1934 in Paris und wurde drei Tage später auf dem Cimetière Montparnasse beerdigt.

## Werk
Zwischen 1886 und 1888 entstand sein Gemälde Le square au Luxembourg (Öl auf Leinwand, 85 × 100 cm), das seine Frau Louise und seine beiden Kinder Jeanne und Paul beim Spielen im Jardin du Luxembourg zeigt. Dieses Gemälde, in dem Schuffenecker für sich Seurats Pointillismus weiterentwickelte, ist typisch für seine Landschaftsdarstellungen der folgenden Jahre. In einem Gedicht beschrieb Émile Bernard dieses Gemälde detailliert.
1889 organisierte Schuffenecker eine Exposition des peintres Impressionistes et Synthétistes im Pariser Cafe Volpini, unter anderen mit Gauguin, Charles Laval, Louis Anquetin und seinen eigenen Werken. Die Ausstellung wurde ein „Lacherfolg“ und ein völliger ökonomischer Fehlschlag, da kein Bild verkauft wurde.
1890 soll Schuffenecker mit seinem Bruder Amédée eine Anzahl Gemälde von Vincent van Gogh bei dessen Bruder Theo und seiner Schwägerin Johanna van Gogh-Bonger gekauft und kopiert haben. Mehrere Schuffenecker-Kopien kamen in der Folge auf den Markt und wurden 1916 von dem fast erblindeten Kunsthistoriker Théodore Duret in dem Werkverzeichnis van Goghs als echte Arbeiten des Niederländers aufgeführt. Der Forscher Jan Hulsker vermutete Absprachen zwischen den van-Gogh-Erben und den Schuffeneckers.